# 弼街
弼街（英語：Bute Street）是香港九龍旺角區的一條街道。從西面的大角咀塘尾道開始，通過彌敦道在內的多條街道，至旺角洗衣街止。
旺角弼街巴士站，位於旺角彌敦道介乎弼街至旺角道之間，是一個路邊北行單向中途站。此站為多條過海路線常規短途班次及大型活動特別過海路線的終點站。
弼街以英国首相、蘇格蘭貴族第三代比特伯爵約翰·斯圖爾特（John Stuart, 3rd Earl of Bute）所命名。

## 沿線街道交匯
- 塘尾道
- 鴉蘭里
- 廣東道
- 新填地街
- 上海街
- 砵蘭街
- 彌敦道
- 西洋菜南街
- 通菜街
- 花園街
- 洗衣街
- 聯運街

## 沿線建築物
- MOKO 新世紀廣場
- 始創中心
- 恆通大廈

## 外部連結
维基共享资源上的相關多媒體資源：弼街